# Leidato

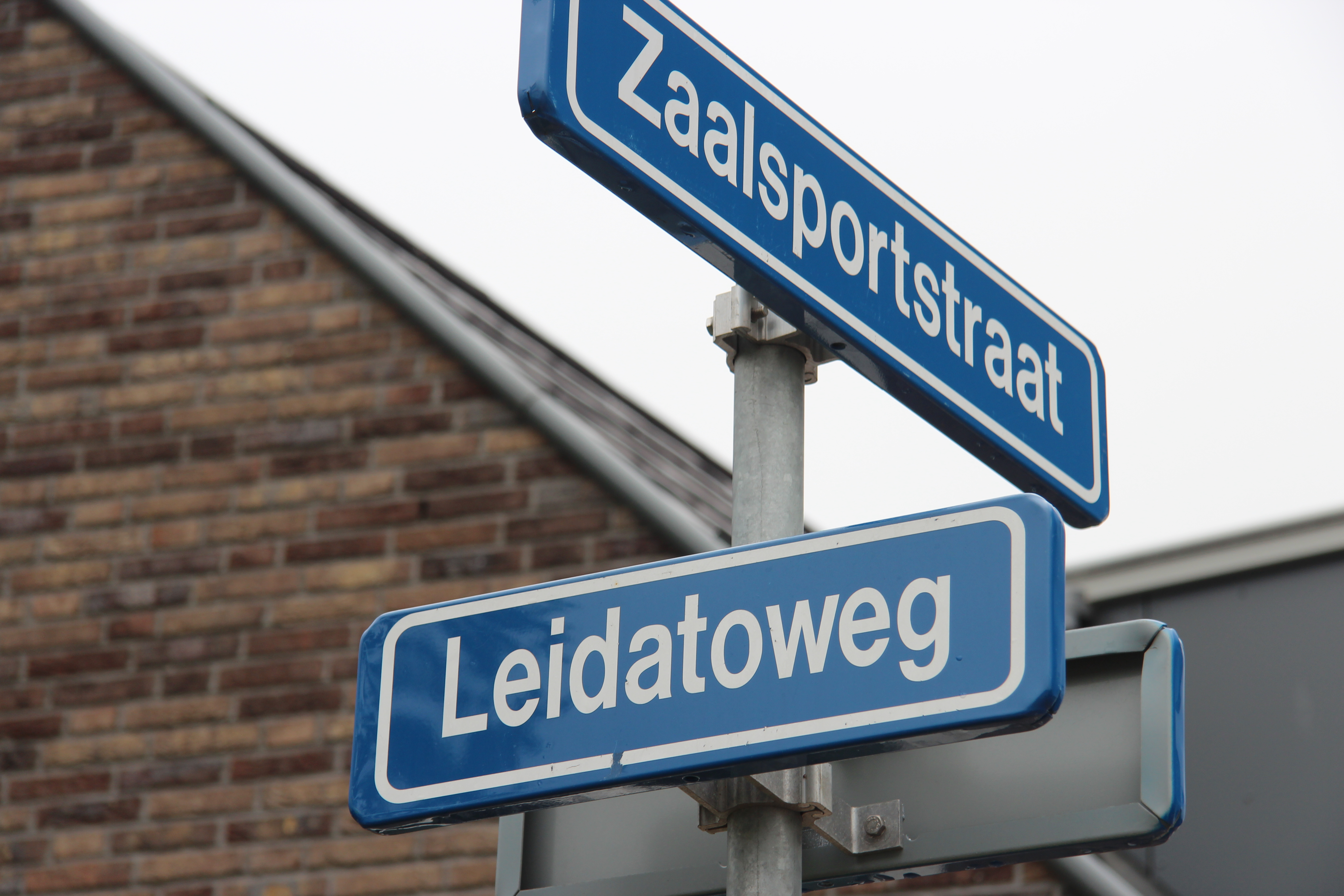
Straatnaambordje Leidatoweg zonder het onderschrift huishoudbeurs in voormalige Groenoordhallen

De Leidato, voluit de Leidse Industrie, Detailhandel en Ambachts-tentoontstelling, was een jaarlijkse huishoudbeurs in de Nederlandse stad Leiden.
De Leidato Huishoudbeurs werd voor de eerste keer in 1952 georganiseerd. Locatie was de Stadsgehoorzaal. Ook in 1953 en 1954 werd de beurs georganiseerd, maar daarna pas weer in 1964 en volgende jaren. In de zeventiger jaren verhuisde de beurs wegens de gestegen bezoekersaantallen naar de Groenoordhallen. Het evenement duurde inmiddels tien dagen. In de negentiger jaren begonnen de bezoekersaantallen af te nemen en in 1994 werd de beurs voor het laatst gehouden. In totaal was de Leidato toen 33 keer georganiseerd.
In 2000 volgde een herstart als Jaarbeurs van het Westen, maar dat bleef bij een eenmalige gebeurtenis. In 2014 volgt een nieuwe poging, ditmaal met een tweedaagse beurs georganiseerd in Hangaar 2 op het voormalige vliegkamp Valkenburg.
Ter herinnering aan de voormalige huishoudbeurs besloot de gemeente Leiden om een van de nieuwe straten in Groenoord op het terrein van de voormalige Groenoordhallen de naam Leidatoweg te geven met onderschrift: huishoudbeurs in voormalige Groenoordhallen.